# Lançot
Der Lançot ist ein kurzer Fluss in Frankreich, der im Département Doubs in der Region Bourgogne-Franche-Comté im Jura-Gebirge verläuft und nach gut einem Kilometer in den Dessoubre mündet.

## Geographie

### Verlauf

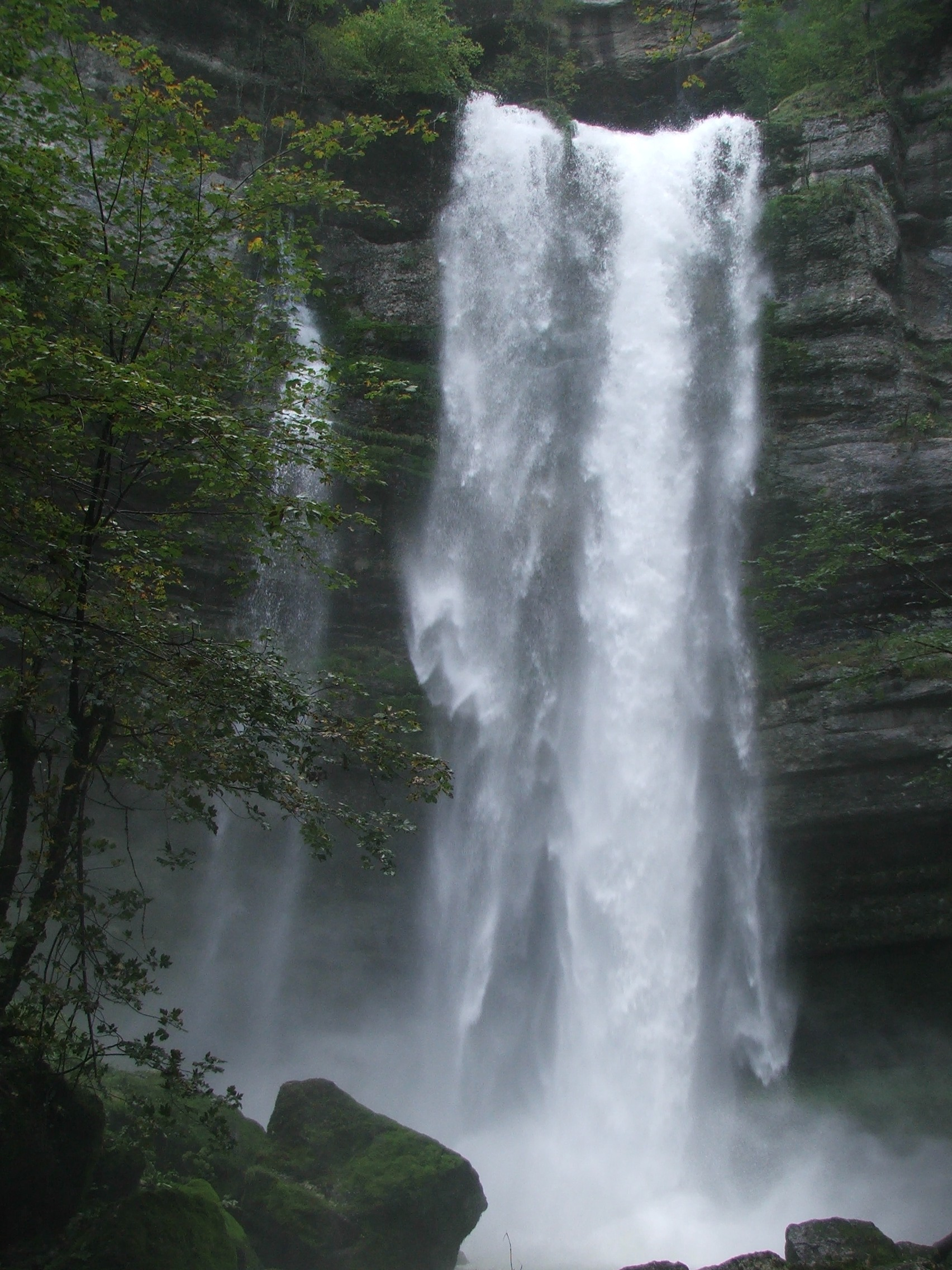
Source du Lançot

Der Lançot entspringt im Gemeindegebiet von Consolation-Maisonnettes im Felsenkessel Cirque de Consolation aus drei periodischen Karstquellen. Die Source du Lançot (dt. Quelle des Lançots) und die Source du Tabourot liegen im oberen Talabschnitt und stürzen beide direkt nach dem Ursprung Wasserfälle herab.
Nach etwa 400 m nimmt der Lançot einen namenlosen, bereits 2,5 km langen Zufluss von links auf. Danach mündet ihm der Bach aus der Source Noire (dt. Schwarze Quelle) zu. In Consolation-Maisonnettes fließt der Lançot von rechts, kurz nach dessen Ursprung, in den  Dessoubre.